# سد شیانگجیابا
سد شیانگجیابا (به لاتین: Xiangjiaba Dam) یک سد و نیروگاه برقابی در چین است که در یون‌نان واقع شده‌است.